# Windows 1.0
Windows 1.0是Microsoft Windows的首个主要版本，但其本身并不是操作系统，而是基于MS-DOS内核的图形应用程序环境。它于1985年11月20日在美国首次发布，而欧洲版本于1986年5月以Windows 1.02的形式发布。
Windows 1.0的开发始于1982年的计算机经销商博览会，微软的联合创始人比尔·盖茨看到了类似软件Visi On的演示。1983年11月，Windows 1.0首次公开亮相，并得到了一些硬件和软件制造商的支持。但其推迟到两年后才发行。Windows 1.0以16位外壳程序的形式在实模式下运行。该环境中能够运行为Windows设计的图形程序以及先前的MS-DOS软件，各个程序窗口只能平铺排列而不能堆叠排列；同时引入了多任务处理，并支持鼠标，还包括一些内置程序，如计算器、画图、记事本。Windows 1.0共发布了四个版本，后续版本中主要添加了对新硬件及其他语言的支持。
Windows 1.0反响平平：批评主要聚焦于其软件兼容性和性能问题，而现代的科技媒体普遍认可它在Windows历史上的地位。它的最后一个版本是1.04，随后被1987年12月发布的Windows 2.0所取代。Windows 1.0于2001年12月31日终止支持，是支持时间最长的Windows版本。

## 开发

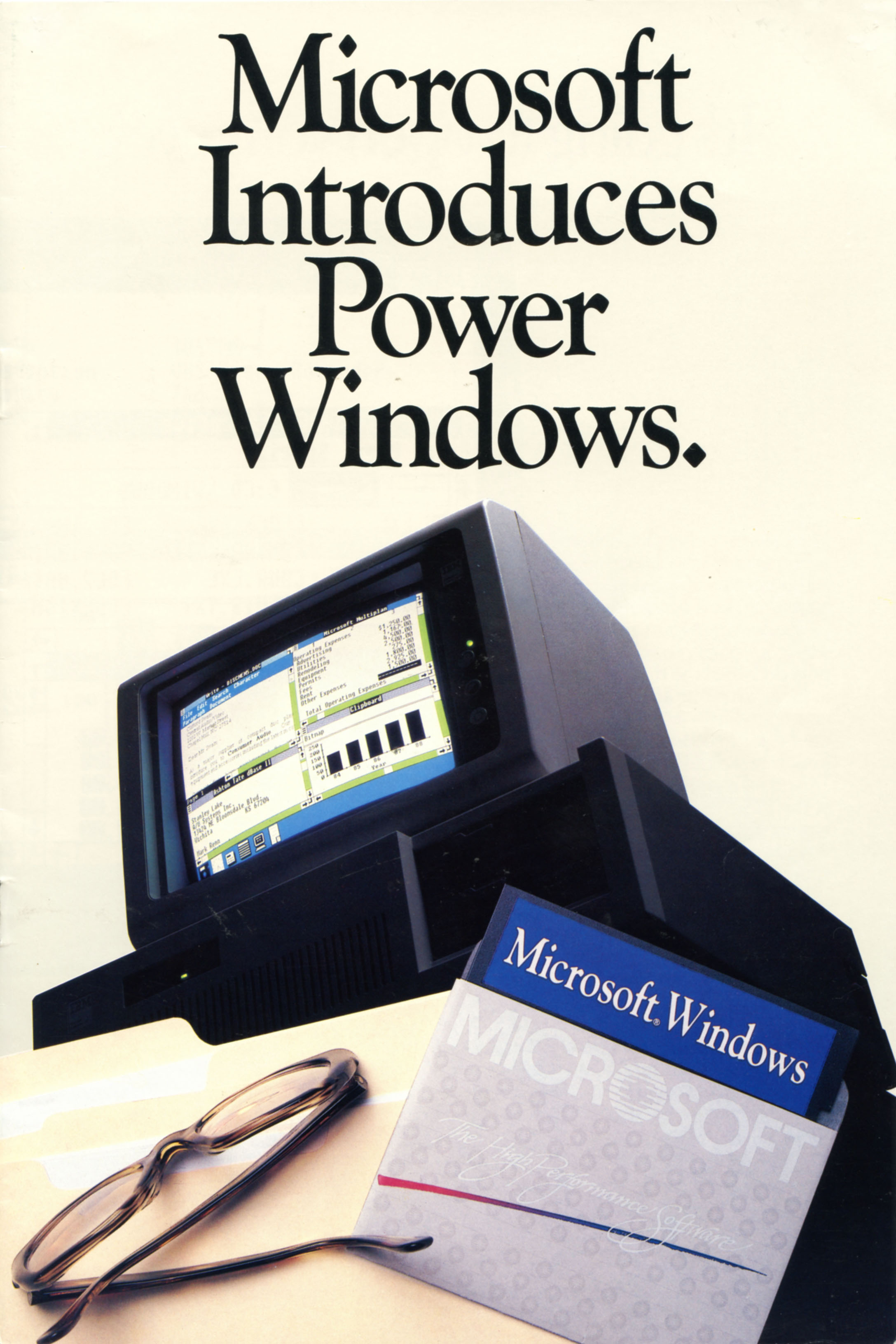
1986年1月发行的Windows 1.0宣传册封面

20世纪80年代左右，计算机正从字符用户界面过渡到图形用户界面。1981年，微软产生了开发基于位图的图形用户界面的想法。1982年的计算机经销商博览会上，微软的联合创始人比尔·盖茨看到了Visi On的演示，这是由VisiCorp开发的一套用于IBM PC兼容机的图形用户界面软件套件。这启发微软开发自己的图形界面。受限于当时的计算机配置，微软将这套图形界面定位为具有启动器功能的扩展模块，并着手开始开发。1983年初，苹果电脑公司发布了Apple Lisa。这款产品的图形用户界面同样基于位图，并借鉴了施乐公司的研究成果，取得了长足进展；不过其售价高昂，很多用户望而却步。微软希望开发出更便宜的产品，同时也需要有独特之处。同年8月，比尔·盖茨招募了斯科特·A·麦格雷戈作为新图形界面的开发团队负责人，他是施乐之星中视窗系统的关键开发人员之一。:253–255:157在视窗系统开发前，这套图形界面被简单地称为「界面管理器」（Interface Manager）。麦格雷戈将自己先前开发的视窗系统称为「Windows」，同时微软营销副总裁罗兰·汉森也提议使用「Windows」这一名称：该词在软件中频繁出现；同时该词在英语中很常用，因此当媒体提及该产品时，必须在前加上公司名称「Microsoft」以避免混淆，这样能够提高微软的知名度。比尔·盖茨接受了这个意见，将该产品命名为Windows。:242–245
1983年9月，微软首次向媒体展示了Windows原型，其用户界面类似于Multiplan以及其他当时的微软应用，屏幕底端有命令栏；同时还能够同时显示多个应用程序窗口，既可以堆叠排列，也可以平铺排列。这个用户界面概念很快被重新设计，只支持平铺窗口，并将类似Multiplan的命令栏更改为标题栏下的菜单栏。许多观点认为，微软做出这一决定是为了避免与Classic Mac OS雷同。不过根据微软工作人员坦迪·特罗尔的说法，这可能只是早期项目经理的偏好。重新设计后的环境在1983年11月的秋季计算机经销商博览会上首次公开亮相。最初，微软将这款软件称为MS-DOS 2.0的设备驱动程序，需要192KB的内存和两个软盘驱动器。当运行「行为良好」（仅使用MS-DOS的系统调用）的程序时，Windows能够同时处理多个平铺窗口的任务；当运行「行为不良」（不使用MS-DOS的系统调用，而是直接操作硬件地址以控制硬件）的程序时，Windows会让其全屏运行。通过这种方式，Windows能够运行MS-DOS中的应用程序。这让Windows从Visi On和Apple Lisa中脱颖而出。同时，与Visi On不同，Windows开发人员不需要使用Unix开发IBM PC应用程序。微软计划在第三方应用程序中不再强制要求使用微软的用户界面，以鼓励包括竞争对手在内的其他公司开发Windows程序。
一些MS-DOS计算机制造商（包括康柏、增你智、迪吉多）和软件公司（包括阿什顿-泰特、莲花）承诺提供对Windows的支持。1983年12月，BYTE杂志在预览Windows后，称其「似乎提供了非凡的开放性、可重新配置性、可移植性，以及合适的硬件要求和定价……除非其他公司推出让人惊喜的产品，否则Windows将优先在大范围内测试桌面比拟这一概念。」Windows刚诞生时，比尔·盖茨就将其视为微软的未来。他在1984年4月告诉InfoWorld杂志：「我们公司的战略和资源完全倾向于Windows，就像我们专注于MS-DOS和Xenix之类的操作系统内核一样。我们也强调，只有充分利用Windows的应用程序才能长期保持竞争力。」但IBM并未出现在支持硬件制造商的名单中。IBM最初拒绝在其销售的设备上预装Windows，转而开发自己的产品TopView。微软称Windows与TopView不同，强调其目的不是多任务处理，而是「让计算机成为内存占用较少且图形丰富的环境」。到了1984年末，Windows、TopView、数字研究公司的Graphics Environment Manager这三款视窗系统间存在竞争，有媒体称之为「视窗之战」（War of the Windows）。麦格雷戈于1985年1月离开团队后，史蒂夫·鲍尔默接替了他的位置。后来，微软说服IBM需要图形用户界面，两家公司联合开发OS/2，并于1987年12月完成了初代版本，旨在取代MS-DOS和Windows。
微软曾在1983年11月承诺于1984年4月前发布Windows，然而，由于各种设计修改，其发布日期推迟，并因此被称为「Vaporware」。

### 版本发布
- 1985年11月20日，微软发布了首个零售版本Windows 1.01，面向美国市场销售，售价为99美元（2023年约合280美元[23]）。[16][24]
- 1986年5月，微软发布了Windows 1.02，主要针对欧洲市场，该版本增加了对其他语言的支持。[22][25]
- 1986年8月，微软发布了Windows 1.03，其包含了一些增强功能，包括支持非美国键盘[26]、添加一些显示器和打印机的驱动程序，从而取代了美国的1.01版本和欧洲的1.02版本，使得国际版本保持一致。[27]:README.txt同时，微软也与日本电气联合制作了日语版，并于1986年11月发售。[1]
- 1987年4月，微软发布了Windows 1.04，其增加了对IBM PS/2的支持。[22][28]

1987年12月9日，Windows 2.0发行。:161Windows 1.0于2001年12月31日终止支持，是迄今为止得到支持时间最长的Windows版本。

## 功能
Windows 1.0本身并不是操作系统，而是图形应用程序环境。其基于MS-DOS内核，:5以16位外壳程序的形式在实模式下运行。Windows 1.0允许多个程序同时运行，是多任务处理的早期想法。:220各个程序窗口只能平铺在屏幕上，不能堆叠或重叠。程序中的内容会会自动调整大小以适应可用空间。程序最小化后，其图标会出现在屏幕底部的水平线上，类似于现代的Windows任务栏。该操作环境支持鼠标，用户能够使用鼠标在屏幕上单击。与现代Windows操作系统不同，Windows 1.0中必须按住鼠标按钮才能显示所选菜单。
Windows 1.0包含简单的程序启动器和文件管理器——MS-DOS Executive，在其中打开.exe可执行文件将启动应用程序窗口。Windows 1.0也附带了计算器、画图、记事本、书写器、终端、时钟、卡片档案等程序。:17系统中还包含RAMDrive（用于管理存储卡，突破内存限制）、剪贴板、打印后台处理程序等实用程序。Windows 1.0内置了《黑白棋》这一依赖于鼠标控制的电子游戏，旨在让用户学习如何移动鼠标以及单击屏幕元素；同时，《权力平衡》可能是唯一一款在Windows 1.0上发行的商业游戏。Windows 1.0引入了控制面板，能够配置环境功能。由于Windows的向下兼容性，现代Windows上很有可能能够直接执行Windows 1.0的二进制程序，并且仅需做很少修改即可将源代码重新编译为功能相同的「现代」应用程序。
Windows 1.0还包含三个动态链接库，分别为KERNEL.EXE、USER.EXE、GDI.EXE。其中KERNEL.EXE包含了诸如任务处理、内存管理、文件输入和输出等功能，USER.EXE提供了用户界面接口，GDI.EXE提供了图形设备接口。:87:66Windows 1.0 SDK中包含了这些文件的调试版本，可以用来替换安装盘上的相应文件。:13,200安装程序合并了多个系统文件，以便加快启动速度。使用Windows 1.0 SDK提供的调试版本KERNEL.EXE，可以创建Windows 1.0的「慢启动」版本，其系统文件未经合并。:README.TXTWindows 1.0可以移动内存中的程序代码和数据段，以允许程序共享位于动态链接库中的代码和数据；同时能够按需将代码从磁盘中加载，并在内存不足时将其丢弃。
2022年3月，有人在Windows 1.0中发现了彩蛋：一个隐藏的对话框，包含Windows 1.0的开发人员列表以及欢迎语「恭喜！」（Congrats!）。

## 系统需求
Windows 1.0的官方系统要求如下：
|        | Windows 1.01                       | Windows 1.02                       | Windows 1.03                       | Windows 1.04                       |
| ------ | ---------------------------------- | ---------------------------------- | ---------------------------------- | ---------------------------------- |
| 处理器 | Intel 8088                         | Intel 8088                         | Intel 8088                         | Intel 8088                         |
| 内存   | 256 KB                             | 256 KB                             | 320 KB                             | 320 KB                             |
| 存储   | 两个双面软盘驱动器或一个硬盘驱动器 | 两个双面软盘驱动器或一个硬盘驱动器 | 两个双面软盘驱动器或一个硬盘驱动器 | 两个双面软盘驱动器或一个硬盘驱动器 |
| 显卡   | CGA、HGC或EGA                      | CGA、HGC或EGA                      | CGA、HGC或EGA                      | CGA、HGC或EGA                      |
| 系统   | MS-DOS 2.0至3.30                   | MS-DOS 2.0至3.30                   | MS-DOS 2.0至3.30                   | MS-DOS 2.0至3.30                   |
| 鼠标   | 建议使用兼容的定点设备，但非必需   | 建议使用兼容的定点设备，但非必需   | 建议使用兼容的定点设备，但非必需   | 建议使用兼容的定点设备，但非必需   |

在最低系统要求的基础上，微软建议在使用多个应用程序或运行DOS 3.3时增加内存。

## 反响
Windows 1.0发布后反响平平，褒贬不一。多数评论者认为该平台具有潜力，但Cult of Mac的评论员Ed Hardy认为Windows 1.0无法与苹果同时期的Finder 1.0竞争，少数派的SUNTRISE认为Windows 1.0图形设计粗糙，不及当时Classic Mac OS的图标。Windows 1.0也因速度慢且软件兼容性糟糕而受到批评。:227也有评论批评其苛刻的系统要求，指出同时运行多个应用时性能不佳；并且用户需要额外购买鼠标才能充分使用操作系统。《纽约时报》将配备了512KB内存的计算机上运行Windows 1.0的速度比作「在北极倒糖蜜」，并且认为该操作界面的设计过于依赖鼠标，对仅使用键盘的用户不够友好。该报总结道，Windows 1.0性能糟糕、缺乏专用软件、与DOS程序的兼容性欠佳、缺少入门教程，而Borland Sidekick之类基于DOS的软件同样能够提供Windows 1.0中的功能并实现多任务处理，因此后者更适合大多数计算机用户。
《Computerworld》杂志报道，从1985年发布到1987年4月，Windows 1.0的销量达到了50万份。现代的科技媒体普遍认为Windows 1.0是失败的产品，但认可它在Windows历史上的地位。纳撒尼尔·博伦斯坦是卓有成就的技术专家，开发了MIME标准。Windows 1.0发布后不久，他正在卡内基·梅隆大学的IT团队中工作，微软代表向他们首次展示Windows后，他认为相比于团队内部的窗口管理器，「这些人带来了可怜又幼稚的系统」，「我们当时就知道他们不会取得任何成就」。事实上他也低估了该平台的未来影响。The Verge认为，Windows 8的设计理念与Windows早期版本类似，都是在保持兼容性的前提下简化操作，并且都面向新兴的人体学接口设备。Windows 1.0中提供了新的图形用户界面，并面向鼠标操作；Windows 8也提供了新型界面和软件，并面向触摸操作。
Netflix电视剧《怪奇物语》第三季的故事背景设定在1985年，作为合作的一部分，微软在Windows 10上开发了Windows 1.0的模拟器，并与该季同步发行。